# Kremitzaue
Kremitzaue ist eine Gemeinde im Landkreis Elbe-Elster in Brandenburg (Deutschland). Sie gehört dem Amt Schlieben mit Sitz in der Stadt Schlieben an.

## Geographie
Die Gemeinde bildet landschaftlich den Übergang zwischen dem typischen Tiefland der Schwarzen Elster im Westen und den nach Norden und Osten zunehmenden eiszeitlichen Hügellandschaften im nördlichen Elbe-Elster-Kreis.

## Gemeindegliederung
Kremitzaue besteht aus den Ortsteilen Kolochau, Malitschkendorf und Polzen.

## Geschichte
1346 wurde Kolochau erstmals urkundlich in den Meißner Bistumsmatrikeln erwähnt.
Malitschkendorf findet sich erstmals 1290 im Urkundenbuch des Klosters Doberlug. Der Name ist eine deutsch-slawische Mischung. Sie geht entweder auf den Personennamen Malutschka zurück oder auf die Bedeutung sehr kleines Dorf.
Polzen wurde um 1420 als „Bolczin“ das erste Mal erwähnt.
Am 4. Juli 1744 wurden drei Reisende auf der Straße bei Polzen durch Blitzschlag getötet.
Kolochau, Malitschkendorf und Polzen gehörten seit 1816 zum Kreis Schweinitz in der preußischen Provinz Sachsen und ab 1952 zum Kreis Herzberg im DDR-Bezirk Cottbus. Seit 1993 liegen sie im brandenburgischen Landkreis Elbe-Elster.
Die Gemeinde Kremitzaue entstand am 31. Dezember 2001 aus dem freiwilligen Zusammenschluss der bis dahin selbstständigen Gemeinden Kolochau, Malitschkendorf und Polzen.

## Bevölkerungsentwicklung
| Jahr | Kolochau | Malitschkendorf | Polzen |      | Jahr  | Kremitzauee |
| ---- | -------- | --------------- | ------ | ---- | ----- | ----------- |
| 1875 | 480      | 260             | 320    | 2001 | 1 021 |             |
| 1910 | 480      | 250             | 340    | 2005 | 989   |             |
| 1939 | 501      | 237             | 378    | 2010 | 921   |             |
| 1946 | 656      | 361             | 515    | 2015 | 809   |             |
| 1950 | 654      | 319             | 496    | 2020 | 780   |             |
| 1971 | 546      | 247             | 401    | 2021 | 778   |             |
| 1990 | 480      | 215             | 329    | 2022 | 770   |             |
| 1995 | 710      | 200             | 328    | 2023 | 781   |             |
| 2000 | 466      | 212             | 340    | 2024 | 779   |             |

Gebietsstand des jeweiligen Jahres, Einwohnerzahl: Stand 31. Dezember, ab 2011 auf Basis des Zensus 2011, ab 2022 auf Basis des Zensus 2022

## Politik

### Gemeindevertretung
Die Gemeindevertretung von Kremitzaue besteht aus 10 Gemeindevertretern und dem ehrenamtlichen Bürgermeister. Die Kommunalwahl am 26. Mai 2019 führte zu folgendem Ergebnis:
| Partei / Wählergruppe                     | Stimmenanteil | Sitze |
| ----------------------------------------- | ------------- | ----- |
| Kolochauer Unabhängige Wählergemeinschaft | 43,2 %        | 5     |
| Wählergemeinschaft Polzen                 | 32,6 %        | 3     |
| Wählergemeinschaft Malitschkendorf        | 21,3 %        | 2     |
| CDU                                       | 02,9 %        | –     |

### Bürgermeister
- seit 2003: Reinhard Claus (Kolochauer Unabhängige Wählergemeinschaft)[9]

Claus wurde in der Bürgermeisterwahl am 26. Mai 2019 ohne Gegenkandidat mit 78,5 % der gültigen Stimmen für eine weitere Amtszeit von fünf Jahren gewählt. Er wurde bei der Bürgermeisterwahl am 9. Juni 2024 ohne Gegenkandidat mit 76 % der abgegebenen Stimmen wiedergewählt.

## Sehenswürdigkeiten
In der Liste der Baudenkmale in Kremitzaue stehen die in der Denkmalliste des Landes Brandenburg eingetragenen Baudenkmale.

## Verkehr
Kremitzaue liegt an der Bundesstraße 87 zwischen Herzberg (Elster) und Schlieben.
Der Haltepunkt Kolochau lag an der Bahnstrecke Falkenberg/Elster–Beeskow, die 1995 stillgelegt wurde.

## Söhne und Töchter der Gemeinde
- Carl August Gadegast (1791–1865), Merinoschafzüchter, geboren in Kolochau
- Friedrich Stoy (1887–1978), Heimatforscher und Lehrer, geboren in Kolochau